# Lolita Chakrabarti
Lolita Chakrabarti (Kingston upon Hull, 1 juni 1969) is een Britse actrice.

## Biografie
Chakrabarti werd geboren in Kingston upon Hull bij Bengaalse ouders, en groeide op in Birmingham. Zij studeerde in 1990 af aan de Royal Academy of Dramatic Art in Bloomsbury. Chakrabarti is getrouwd met acteur Adrian Lester met wie zij twee kinderen heeft.
Chakrabarti begon in 1992 met acteren in de film A Masculine Ending, waarna zij nog meerdere rollen speelde in films en televisieseries. Zij is onder andere bekend van haar rol als Jamilla Blake in de televisieserie The Bill, waar zij in 87 afleveringen speelde (1996-1999). Naast het acteren voor televisie is zij ook actief in lokale theaters.

## Filmografie

### Films
Uitgezonderd korte films.
- 2018 All Is True - als Stratford huurbazin
- 2011 Intruders - als eerste hulp arts
- 2010 Thorne: Scaredycat - als Seema Khera
- 2006 Venus - als arts gezondheidscentrum
- 2004 Amnesia - als Parminder Kelsey
- 2001 The Hole - als dokter
- 1992 A Masculine Ending - als Sue

### Televisieseries
Uitgezonderd eenmalige gastrollen.
- 2021 Showtrial - als Meera Harwood - 5 afl.
- 2021 Vigil - als luitenant-commissaris Erin Branning - 6 afl.
- 2020 This Thing of Darkness - als Alex - 7 afl.
- 2019 Riviera - als Wren Sandhu - 5 afl.
- 2017 Born to Kill - als Helen Deverill - 3 afl.
- 2016 Beowulf: Return to the Shieldlands - als Lila - 11 afl.
- 2015 Jekyll & Hyde - als Gurinder Najaran - 2 afl.
- 2015 My Mad Fat Diary - als dr. Juliet Allen - 3 afl.
- 2015 The Casual Vacancy - als Parminder Jawanda - 3 afl.
- 2014 The Smoke - als Rachel - 2 afl.
- 2012 One Night - als Nira - 2 afl.
- 2005 Silent Witness - als D.C.I. Palmer - 2 afl.
- 2003 Fortysomething - als Surinder - 6 afl.
- 1996-1999 The Bill - als Jamilla Blake - 87 afl.

- Bibsys: 15041761
- Biblioteca Nacional de España: XX5576724
- Gemeinsame Normdatei: 1098345487
- Library of Congress Control Number: n2013015109
- Nationale Bibliotheek van Tsjechië: xx0160103
- Nederlandse Thesaurus van Auteursnamen: 353725943
- Système universitaire de documentation: 170675297
- Virtual International Authority File: 270538173
- WorldCat: E39PBJhXbMbKJQvCrKPp99YQMP